# Sovrintendente
Il titolo di sovrintendente (o soprintendente) è attribuito a funzionari con compiti variabili. L'ufficio al quale sono preposti è detto sovrintendenza (o soprintendenza).

## Nel mondo

### Italia
Nel Ministero per i Beni e le Attività Culturali italiano i soprintendenti sono dirigenti preposti ad uffici periferici, le soprintendenze; queste possono essere per i beni archeologici, per i beni architettonici e paesaggistici,  per i beni storici, artistici ed etnoantropologici o archivistiche e sono coordinate dalle direzioni regionali per i beni culturali e paesaggistici (nonostante l'aggettivo "regionale" sono uffici del Ministero non della regione) rette da un direttore, che è dirigente generale. In Sicilia, regione a statuto speciale, invece le sovrintendenze dei beni culturali dipendono direttamente dall'assessorato ai Beni culturali e all'identità siciliana della Regione.

#### Teatri lirici
Nei teatri lirici italiani, sia quando erano enti pubblici (enti lirici) sia ora che sono fondazioni diritto privato, il sovrintendente è nominato e revocato dal consiglio di amministrazione, che lo deve scegliere tra persone dotate di specifica e comprovata esperienza nel settore. Partecipa alle riunioni del consiglio di amministrazione con diritto di voto (salvo per le deliberazioni relative alla sua nomina e revoca o ai programmi di attività); propone al consiglio i programmi di attività artistica; dirige e coordina, nel rispetto dei programmi approvati, l'attività di produzione artistica e le attività connesse e strumentali; nomina e revoca, sentito il consiglio di amministrazione, il direttore artistico o musicale (D.Lgs. 29 giugno 1996, n. 367, art. 13).

#### Forze di polizia
Il titolo di sovrintendente è utilizzato in alcuni ordinamenti per designare funzionari di polizia. In Gran Bretagna e in altri paesi anglosassoni è attribuito a funzionari che ricoprono gradi assimilabili a quelli degli ufficiali superiori delle forze armate (in alcuni corpi di polizia degli Stati Uniti, ad esempio quelli di Chicago e New Orleans, designa il funzionario di vertice). 
In Italia, il vice sovrintendente, il sovrintendente e il sovrintendente capo della Polizia di Stato, della Polizia Penitenziaria e, fino al 31 dicembre 2016, del Corpo Forestale dello Stato hanno qualifiche equivalenti ai vice brigadieri, brigadieri e brigadieri capo dell'Arma dei Carabinieri e della Guardia di Finanza e di sergenti, sergenti maggiori e ai sergenti maggiori capo dell'Esercito.

### Stati Uniti d'America
Negli Stati Uniti è denominato sovrintendente (o, in alcuni stati, chief school administrator) il funzionario che dirige il dipartimento dell'educazione di uno stato, ossia il dicastero competente in materia, o un distretto scolastico, ente locale competente in materia di educazione. Risponde ad un organo collegiale (denominato board of education, school board o school committee) che lo nomina e lo può revocare; i componenti di quest'organo sono, per lo più, eletti dal popolo nei distretti, nominati dal governatore a livello statale. In certi stati il sovrintendente che dirige il dipartimento dell'educazione è eletto direttamente dal popolo; inoltre, in alcuni stati, in luogo del titolo di sovrintendente se ne usano altri, come commissario, direttore o segretario. 